# Rutger Langaskens
Rutger Alfons Clemens Langaskens (Eeklo, 3 juni 1913 - Gent, 14 mei 1984) was een Belgische architect en PVV-politicus. Hij was onder meer gemeenteraadslid en burgemeester van de voormalige gemeente Mariakerke en raadslid van de provincie Oost-Vlaanderen. Hij studeerde af als architect aan het Sint-Lucasinstituut in 1934; nadien was hij er leraar van 1941 tot 1977. Daarnaast was hij ook voorzitter van de Oost-Vlaamse Orde van Architecten.

## Architect
Hij was als architect betrokken bij de volgende religieuze gebouwen:
- De kapel van het bedevaartsoord van Kerselare.
- De Sint-Jozefkerk van Waarschoot.
- De kerk van "Onze-Lieve-Vrouw ten Hemel Opgenomen" te Schilde.
- De Maria Gorettikerk aan de Blaisantvest te Gent.
- Onze-Lieve-Vrouwkerk wijk 't Kalf Sint-Gillis-Waas.
- Civitas Dei De Kerk op Expo 1958 (mede-architect).